# Pterocuma sowinskyi
Pterocuma sowinskyi är en kräftdjursart som först beskrevs av Georg Ossian Sars 1894.  Pterocuma sowinskyi ingår i släktet Pterocuma och familjen Pseudocumatidae. Inga underarter finns listade i Catalogue of Life.